# Condado de Kalkaska
O Condado de Kalkaska é um dos 88 condados do estado americano de Michigan. A sede do condado é Kalkaska, e sua maior cidade é Kalkaska.
O condado possui uma área de 1 478 km² (dos quais 25 km² estão cobertos por água), uma população de 16,571 habitantes, e uma densidade populacional de 11 hab/km² (segundo o censo nacional de 2000).